# Statue-menhir de Paillemalbiau
La statue-menhir de Paillemalbiau, appelée aussi statue-menhir de Camp-Grand, est une statue-menhir appartenant au groupe rouergat découverte à Murat-sur-Vèbre, dans le département du Tarn en France.

## Historique
La statue-menhir a été découverte en septembre 1981 par Yves Garenq lors d'un labour en haut de pente. La statue-menhir est inscrite monument historique au titre d'objet depuis le 14 octobre 2019.

## Description
La statue-menhir a été sculptée et gravée sur une grande dalle de grès permien couleur lie-de-vin dont le site d'extraction le plus proche est situé à environ 8,50 km. Elle mesure 2,10 m de hauteur sur 0,85 m et 0,30 m,.
La statue est complète, les faces sont planes avec un décor en champlevé très net. C'est une statue masculine. Les caractères anthropomorphes sont presque tous présents. Le visage ne comporte pas de nez et les yeux sont délimités par deux bourrelets circulaires. Les doigts des mains et des pieds sont rectilignes et bien détachés. Les jambes sont accolées. Le personnage porte une ceinture partiellement décorée d'un motif de chevrons avec une boucle rectangulaire aux angles arrondis, un baudrier, « l'objet » et une crosse qui a été interprétée comme étant une hache emmanchée ou une faucille.